# Jan z Lichtenštejna-Mikulova
Jan z Lichtenštejna, pán na Mikulově (německy Johann von Liechtenstein zu Nikolsburg, 1335 – únor 1399, Valtice) byl rakouský šlechtic z rodu Lichtenštejnů původem z Dolních Rakous. Sloužil jako hofmistr vévody Albrechta III. a byl znám také jako gewaltige Hofmeister (mocný hofmistr).

## Život

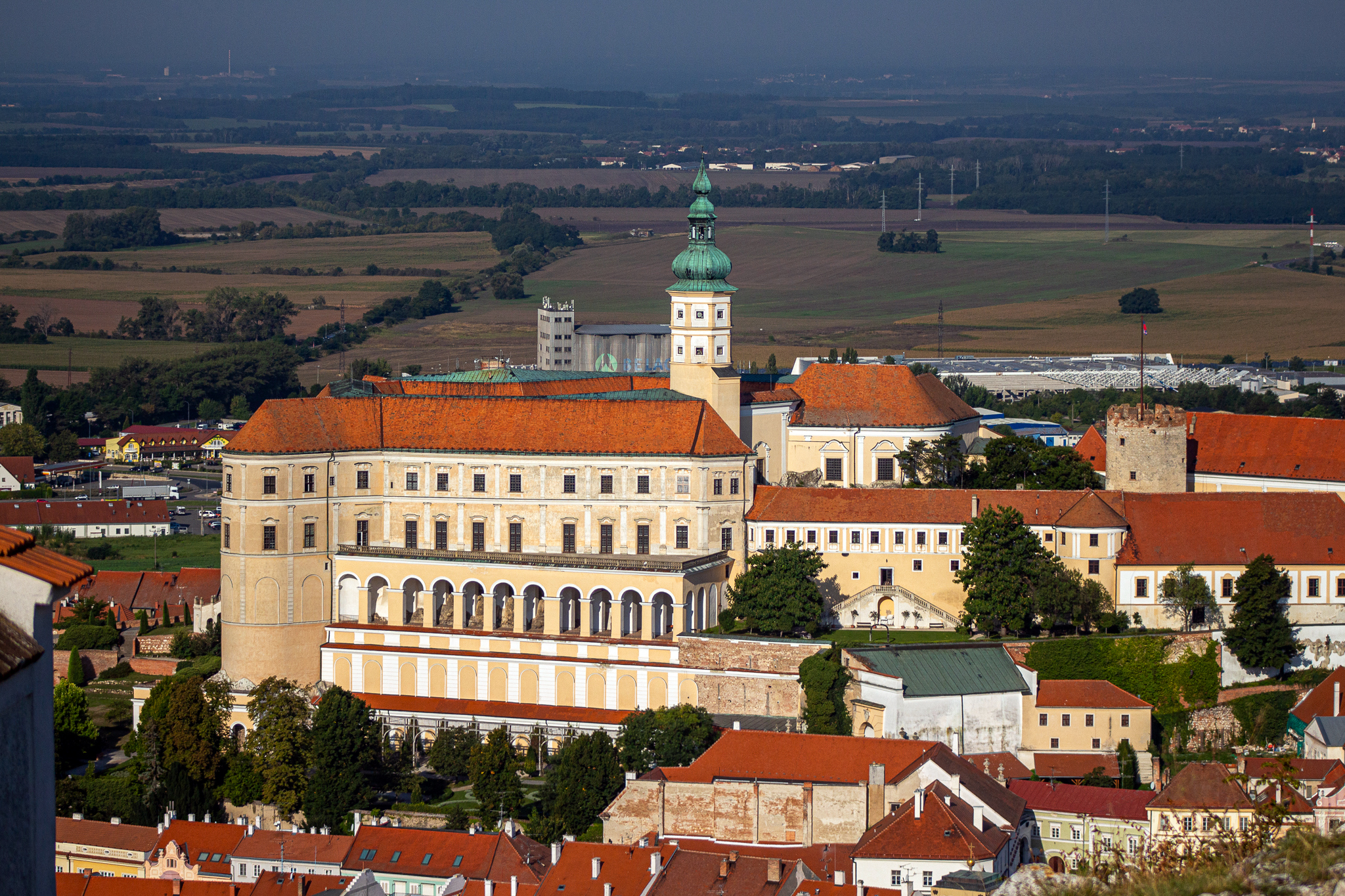
Mikulov

Jan mj. založil jubileum a almužnu v mikulovské kapli a spolu se svými bratry dne 30. listopadu 1391 založil nadaci ve vídeňském kostele Panny Marie an der Stiegen, kde se dříve nacházela rodinná krypta Lichtenštejnů.
V letech 1370–1395 sloužil jako nejvyšší dvorský hofmistr arcivévody Albrechta III. Postupně se Jan stal také oblíbencem českého krále Václava IV., který mu věnoval dům bamberského biskupa v Praze na Malé Straně v blízkosti Pražského hradu. Tato přízeň českého krále se Janovi stala osudnou, protože kvůli třenicím, které tehdy probíhaly mezi Rakouskem a Čechami, se ho nepřátelům podařilo před rakouským vévodou očernit, načež ten vyslal svého důvěrníka, který ho dal v roce 1395, tedy čtyři roky před Janovou smrtí, bez soudu uvrhnout do vězení.
Teprve po vytrvalé intervenci norimberského purkrabího a hraběte z Celje byl Jan osvobozen, ale majetek Lichtenštejnů utrpěl těžkou ránu, neboť Jan, jeho bratr Jindřich (uváděn také jako Hartnýd), a synové jeho zesnulého bratra Jiřího (6. února 1392) více než 20 budov, vsí v Rakousku a Tyrolsku, dále všechny domy ve Vídni a okolí včetně práv, také všechny ostatní tvrze a veškerého zboží na jižním břehu Dunaje, spisy a listiny musel postoupit vévodské komoře, a jemu a jeho rodině zůstaly pouze tvrze a hrady Valtice, Rabensburg, Ringelsdorf, Misteldach, Ulrichskirchen, Riedenegg a Eberdorf a rozsáhlé Mikulovské panství na Moravě.

### Manželství a odkaz
Jan byl třikrát ženat: 1) s Anežkou z Klingenbergu, 2) s Kateřinou z Pottendorfu a 3) s Alžbětou z Buchheimu, z jeho manželství se však nenarodily žádné děti.
Jan z Lichtenštejna-Mikulova zemřel ve vysokém věku na svém panství Valtice a jeho majetek přešel na syny jeho bratra Jiřího. Skutečnost, že Janova vdova Alžběta z Buchheimu se později podruhé provdala za Jana ze Stubenbergu, později vedla k vleklému a krvavému sporu mezi rody Lichtenštejnů a Stubenbergů, ukončené dohodou roku 1406.